# Guy Delaye
Pour les articles homonymes, voir Delaye.
Pas d'image ? Cliquez ici

a Compétitions nationales et continentales officielles uniquement.

b Matchs officiels uniquement.
Guy Delaye, né le 4 octobre 1929 à Caluire-et-Cuire et mort le 28 août 1986 à Marseille, est un joueur de rugby à XV et rugby à XIII international français, évoluant au poste de deuxième ou troisième ligne. Il a notamment pris part à la  Coupe du monde 1954 où la France finit finaliste.

## Biographie
Guy Étienne Marc Delaye naît le 4 octobre 1929 à Caluire-et-Cuire (Rhône). Athlétique et grand, il s'adonne à la natation et à l'athlétisme dans sa jeunesse et effectue de belles performances notamment au lancer de poids. A seize ans, à la sortie de la Seconde Guerre mondiale, il intègre le club de rugby à XIII du F.C. Lyon. Performant et remarqué, il est sélectionné à partir de 1949 au sein de l'équipe de France junior de rugby à XIII et fait ses débuts en senior cette même saison avec le F.C. Lyon en première division du Championnat de France.
Prédestiné à devenir un grand joueur de rugby à XIII, il ne laisse pas insensible l'autre code de rugby, le rugby à XV. Ainsi, l'entraîneur historique du C.S. Vienne, Jean Etcheberry, avec l'aide de ses dirigeants lui offre une situation sur Vienne et prend part aux frais d'installation de G. Delaye. Le C.S. Vienne retrouve depuis quelques mois de belles ambitions. Mais en mars 1950, G. Delaye quitte sans prévenir le club viennois pour retourner au rugby à XIII en signant pour le R.C. Marseille et termine sa saison avec ce dernier.
Guy Delaye, alors évoluant à Marseille, est appelé à disputer la première édition de la Coupe du monde de rugby à XIII de 1954 qui se déroule en France. Il participe aux deux premières rencontre de la compétition mais assiste à la finale contre l'Angleterre le 13 novembre 1954 au Parc des Princes à Paris, cette dernière soulève leur premier titre de Coupe du monde.

## Palmarès

### Rugby à XIII
- Collectif :
  - Vainqueur de la Coupe de France : 1956 (Avignon)
  - Finaliste de la Coupe du monde : 1954 (France).
  - Finaliste du Championnat de France : 1950, 1952, 1954 (Marseille) et 1957 (Avignon).
  - Finaliste de la Coupe de France : 1955 (Marseille), 1958 et 1959 (Avignon).

#### Coupe du monde
| Édition     | Rang      | Résultats France | Résultats Delaye | Matchs Delaye |
| ----------- | --------- | ---------------- | ---------------- | ------------- |
| France 1954 | Finaliste | 2 v, 1 n, 1 d    | 2 v, 1 n, 0 d    | 3/4           |

Légende : v = victoire ; n = match nul ; d = défaite.

#### Coupe d'Europe des nations
| Édition | Rang | Résultats France | Résultats Delaye | Matchs Delaye |
| ------- | ---- | ---------------- | ---------------- | ------------- |
| 1953    | 4e   | 0 v 0 n 3 d      | 0 v 0 n 1 d      | 1/3           |

#### Détails en sélection en équipe de France
| 1. | 23 novembre 1952 | Autres Nationalités | 10-29 | Coupe d'Europe | Deuxième ligne | - | - | - | - |
| 2. | 30 octobre 1954  | Nouvelle-Zélande    | 22-13 | Coupe du monde | Deuxième ligne | 3 | 1 | - | - |
| 3. | 7 novembre 1954  | Grande-Bretagne     | 13-13 | Coupe du monde | Deuxième ligne | - | - | - | - |
| 4. | 11 novembre 1954 | Australie           | 15-5  | Coupe du monde | Deuxième ligne | - | - | - | - |
| 5. | 11 juin 1955     | Australie           | 8-20  | Tournée        | Deuxième ligne | - | - | - | - |

#### Détails en club
| Saison    | Saison | Championnat | Championnat | Coupe | Coupe | Sélection | Sélection | Sélection | Sélection | Sélection | Sélection | Sélection |
| Saison    | Saison | Comp. | Class. | Comp. | Class. | Comp. | M | Pts | Ess. | Buts | Dp. |           |
| --------- | --- | --- | --- | --- | --- | --- | --- | --- | --- | --- | --- | --------- |
| 1948-1949 | FC Lyon | Championnat de France | 8e | Coupe de France | 1/8 finale | | | | | | |           |
| 1949-1950 | Guy Delaye dispute la saison 1949-1950 en XV avec le CS Vienne jusqu'en mars 1950 et son départ au RC Marseille pour y finir sa saison. | Guy Delaye dispute la saison 1949-1950 en XV avec le CS Vienne jusqu'en mars 1950 et son départ au RC Marseille pour y finir sa saison. | Guy Delaye dispute la saison 1949-1950 en XV avec le CS Vienne jusqu'en mars 1950 et son départ au RC Marseille pour y finir sa saison. | Guy Delaye dispute la saison 1949-1950 en XV avec le CS Vienne jusqu'en mars 1950 et son départ au RC Marseille pour y finir sa saison. | Guy Delaye dispute la saison 1949-1950 en XV avec le CS Vienne jusqu'en mars 1950 et son départ au RC Marseille pour y finir sa saison. | Guy Delaye dispute la saison 1949-1950 en XV avec le CS Vienne jusqu'en mars 1950 et son départ au RC Marseille pour y finir sa saison. | Guy Delaye dispute la saison 1949-1950 en XV avec le CS Vienne jusqu'en mars 1950 et son départ au RC Marseille pour y finir sa saison. | Guy Delaye dispute la saison 1949-1950 en XV avec le CS Vienne jusqu'en mars 1950 et son départ au RC Marseille pour y finir sa saison. | Guy Delaye dispute la saison 1949-1950 en XV avec le CS Vienne jusqu'en mars 1950 et son départ au RC Marseille pour y finir sa saison. | Guy Delaye dispute la saison 1949-1950 en XV avec le CS Vienne jusqu'en mars 1950 et son départ au RC Marseille pour y finir sa saison. | Guy Delaye dispute la saison 1949-1950 en XV avec le CS Vienne jusqu'en mars 1950 et son départ au RC Marseille pour y finir sa saison. |           |
| 1949-1950 | RC Marseille | Championnat de France | Finaliste | Coupe de France | 1/2 finale | | | | | | |           |
| 1950-1951 | RC Marseille | Championnat de France | 1/2 finale | Coupe de France | 1/4 finale | | | | | | |           |
| 1951-1952 | RC Marseille | Championnat de France | Finaliste | Coupe de France | 1/8 finale | | | | | | |           |
| 1952-1953 | RC Marseille | Championnat de France | 1/2 finale | Coupe de France | 1/8 finale | CE | 1 | - | - | - | - |           |
| 1953-1954 | RC Marseille | Championnat de France | Finaliste | Coupe de France | 1/2 finale | | | | | | |           |
| 1954-1955 | RC Marseille | Championnat de France | 5e | Coupe de France | Finaliste | CM | 1 | 3 | 1 | - | - |           |
| 1955-1956 | SO Avignon | Championnat de France | 1/2 finale | Coupe de France | Vainqueur | | | | | | |           |
| 1956-1957 | SO Avignon | Championnat de France | Finaliste | Coupe de France | 1/2 finale | | | | | | |           |
| 1957-1958 | SO Avignon | Championnat de France | 1/2 finale | Coupe de France | Finaliste | | | | | | |           |
| 1958-1959 | SO Avignon | Championnat de France | 1/2 finale | Coupe de France | Finaliste | | | | | | |           |

### Rugby à XV

#### Statistiques en club
| Saison    | Saison    | Championnat           | Championnat | Coupe           | Coupe           | Sélection | Sélection | Sélection | Sélection | Sélection | Sélection | Sélection |
| Saison    | Saison    | Comp.                 | Class.      | Comp.           | Class.          | Comp.     | M         | Pts       | Ess.      | Buts      | Dp.       |           |
| --------- | --------- | --------------------- | ----------- | --------------- | --------------- | --------- | --------- | --------- | --------- | --------- | --------- | --------- |
| 1949-1950 | CS Vienne | Championnat de France | 1/8 finale  | Coupe de France | Non participant |           |           |           |           |           |           |           |